# Karel IV van Lotharingen
Karel IV van Lotharingen (Nancy, 5 april 1604 - Allenbach, 18 september 1675) was van 1625 tot aan zijn dood hertog van Lotharingen, in 1634 met een korte onderbreking. Hij behoorde tot het huis Lotharingen.

## Levensloop
Karel IV was de oudste zoon van hertog Frans II van Lotharingen en Christina van Salm en de neef van de regerende hertog Hendrik II. Hij werd opgevoed aan het Franse hof. Hendrik II had geen mannelijke opvolgers en wilde dat zijn dochter Nicola hem zou opvolgen. In het testament van hertog René II van Lotharingen werd bepaald dat enkel mannelijke erfopvolging werd toegestaan in Lotharingen. De kandidatuur van Karel werd niet aanvaard en Karel besloot Lotharingen te verlaten en voor de keizerlijke militaire dienst te gaan vechten in de Dertigjarige Oorlog. Zo streed hij op 8 november 1620 mee in de Slag op de Witte Berg.
Na lange onderhandelingen huwde hij in 1621 met zijn nicht Nicola, met die verstande dat zij de volledige autoriteit over Lotharingen zou uitoefenen. Zijn oom Hendrik II stierf in 1624 en Karel was echter niet tevreden over zijn positie als prins-gemaal. In november 1625 eiste zijn vader Frans II zelf het hertogdom Lotharingen op, zich baserend op het testament van René II. Op 21 november 1625 kreeg Frans II gelijk van de Staten-Generaal en werd hij geïnstalleerd als hertog van Lotharingen. Vijf dagen later trad Frans af als hertog en werd Karel IV hertog van Lotharingen, waarmee hij zijn vrouw uit de regering verdrong. 
De Franse politiek onder kardinaal de Richelieu was erop gericht om de oostgrenzen van het koninkrijk uit te breiden naar de Rijn, waardoor Lotharingen, de Elzas en de Franche-Comté door Frankrijk dreigden veroverd te worden. Karel IV ging hierdoor op zoek naar bondgenoten en vond steun bij de Franse hugenoten, Engeland en Savoye. In september 1629 vluchtte Gaston van Orléans, de broer van de kinderloze koning Lodewijk XIII van Frankrijk, naar Lotharingen, waar hij zonder toestemming van zijn broer Lodewijk XIII huwde met Karels vijftien jaar jongere zus Margaretha. Koning Lodewijk XIII was daar zeer ontevreden mee en probeerde de clerus en het Parlement van Parijs te overtuigen om het huwelijk ongeldig te verklaren. Uiteindelijk aanvaardde Lodewijk het huwelijk van Gaston op zijn sterfbed.
In 1631 landden koning Gustaaf II Adolf van Zweden en zijn troepen in Duitsland, waarop Karel IV een leger stuurde om de troepen van de keizer te ondersteunen. Op hun beurt vielen Franse troepen Lotharingen binnen en in januari 1631 tekende Karel IV het verdrag van Vic. Hij hield zich echter niet aan zijn belofte om zich afzijdig te houden. In juni 1632 bezetten Franse troepen Lotharingen en werd Karel door Lodewijk XIII gedwongen om het verdrag van Liverdun te ondertekenen, waar hij zich echter ook niet aan hield. In september 1633 vielen de Franse troepen opnieuw Lotharingen binnen en op 19 januari 1634 werd Karel gedwongen om af te treden als hertog van Lotharingen ten voordele van zijn jongere broer Nicolaas II. Karel sloot zich opnieuw aan bij de keizerlijke troepen en probeerde zonder veel succes te vechten tegen de Zweden en de Fransen. Kort na zijn aanduiding als hertog van Lotharingen abdiceerde zijn broer Nicolaas II en ging hij in ballingschap leven. Karel werd hierdoor opnieuw hertog van Lotharingen, maar dan wel 25 jaar lang in ballingschap.
In 1635 deed Karel IV een mislukte poging om Lotharingen te heroveren. Tussen 1638 en 1640 kon hij met de steun van zijn Beierse en Oostenrijkse bondgenoten enkele overwinningen boeken tegen de Fransen, waarna het tot nieuwe onderhandelingen kwamen met de Fransen. Dit leidde op 2 april 1641 tot het verdrag van Saint-Germain-en-Laye, waarbij Karel IV het hertogdom Lotharingen als protectoraat aan Frankrijk moest geven op voorwaarde dat hij zijn alliantie met Oostenrijk beëindigde. Hij begon echter al snel terug samen te zweren tegen Richelieu en hield een moordcomplot tegen Richelieu door graaf Lodewijk van Bourbon-Soissons geheim. Nadat dit moordcomplot ontdekt werd en Richelieu de samenzweerders arresteerde, riskeerde Karel IV ook gearresteerd te worden en in juli 1641 ontvluchtte hij Frankrijk opnieuw. Hij ging terug in de militaire dienst van de keizer en nam onder meer in november 1643 deel aan de Slag bij Tuttlingen, waarbij hij samen met Franz von Mercy en Johann von Werth de Fransen versloeg.
In 1651 werd Karel IV benaderd door een Ierse delegatie die zijn steun vroegen om Ierland te verdedigen tegen de invasie van het Engelse Parlementsleger. Traditionele vertellingen van deze invasie zeggen dat de Ieren vaak de hulp inriepen van Lotharingen als wanhoopsdaad, maar recent argumenteerde een historicus dat de staatloze hertog diepe interesses had om landvoogd van Ierland te worden. In de zomer van 1652 arriveerde een aantal schepen met hulptroepen die Karel had gestuurd aan het eiland Inishbofin, een van de laatste bastions die de Ieren in handen hadden. Karel ondervond echter grote tegenstand van de Ierse leiders Clanricarde en Ormond, maar ook van aartsroyalisten die loyaal waren aan koning Karel II van Engeland. Uiteindelijk kon het Parlementsleger Ierland volledig veroveren.
Bij de Vrede van Westfalen in 1648 gingen de drie bisdommen in Lotharingen officieel naar de Franse kroon. Karel IV kreeg het hertogdom Lotharingen echter niet terug en onderhandelingen met kardinaal Jules Mazarin mislukten. Karel ging vervolgens in Spaanse dienst in de Frans-Spaanse Oorlog vechten en in 1652 bedreigde hij zelfs Parijs. Door gelijktijdig onderhandelingen te voeren met Mazarin en La Fronde des Princes, verloor hij echter al zijn gewonnen voordelen en ook zijn geloofwaardigheid. Spanje hield Karel verantwoordelijk voor het mislukken van de La Fronde-opstand en liet hem op 25 januari 1654 arresteren in Brussel, waarna hij in de Alcázar van Toledo werd opgesloten. Na de bemiddeling van zijn broer Nicolaas werd hij op 15 oktober 1659 vrijgelaten en bij de Vrede van Vincennes op 28 februari 1661 kreeg hij zelfs het hertogdom Lotharingen terug. 
In 1669 weigerde Karel IV de opvordering van koning Lodewijk XIV van Frankrijk om zijn leger te ontbinden uit te voeren. In de zomer van 1670 vielen de Franse troepen opnieuw Lotharingen binnen, waardoor Karel opnieuw moest vluchten. Vervolgens ging hij terug in keizerlijke dienst tegen de Fransen vechten in de Hollandse Oorlog. Op 11 augustus 1675 vocht hij samen met vorst George Willem van Brunswijk-Lüneburg in de Slag bij de Konzer Brucke tegen de Franse maarschalk François de Créquy.
Korte tijd later werd hij ernstig ziek en op 18 september 1675 stierf hij op 71-jarige leeftijd. Zijn familie kon pas in 1695 terugkeren naar Lotharingen.

## Huwelijken en nakomelingen

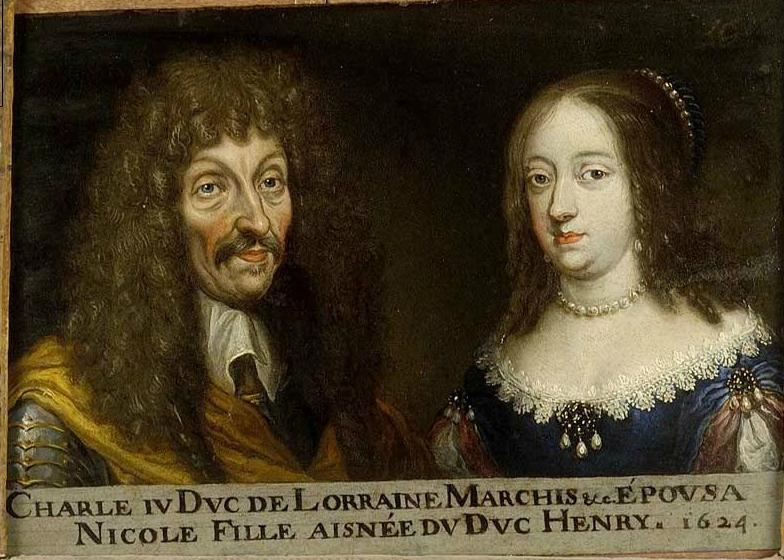
Karel IV en Nicola van Lotharingen

In 1621 huwde hij met zijn nicht Nicola van Lotharingen (1605-1657). Het huwelijk bleef kinderloos en in 1635 liet Karel zich van haar scheiden.
Op 2 april 1637 huwde hij met zijn tweede echtgenote Béatrix de Cusance (1614-1663), barones van Belvoir. Ze kregen drie kinderen:
- Frans (1637-1638)
- Anna (1639-1720), huwde in 1660 met Frans Maria van Lotharingen, vorst van Lillebonne en hertog van Joyeuse
- Karel Hendrik (1649-1723), vorst van Commercy

Omdat hij geen toestemming kreeg om te scheiden van zijn eerste echtgenote Nicola, werd zijn tweede huwelijk door de Rooms-Katholieke Kerk ongeldig verklaard. Karel IV werd geëxcommuniceerd en in april 1642 moest hij scheiden van zijn tweede echtgenote. Om de wettigheid van zijn kinderen toe te laten, huwde hij op 20 mei 1663 opnieuw met Béatrix de Cusance. Twee weken na het huwelijk stierf ze.
In 1665 trouwde Karel opnieuw, ditmaal met Marie Louise d'Aspremont (1651-1692). Marie Louise was de dochter van Charles d'Aspremont Lynden, graaf van Rekem. Het huwelijk bleef kinderloos. In 1679 hertrouwde ze met graaf Heinrich Franz von Mansfeld, vorst van Fondi.

## Voorouders
| Voorouders van Karel IV van Lotharingen | Voorouders van Karel IV van Lotharingen                                    | Voorouders van Karel IV van Lotharingen                                    | Voorouders van Karel IV van Lotharingen                                      | Voorouders van Karel IV van Lotharingen                                      | Voorouders van Karel IV van Lotharingen                               | Voorouders van Karel IV van Lotharingen                               | Voorouders van Karel IV van Lotharingen                               | Voorouders van Karel IV van Lotharingen                               |
| --------------------------------------- | -------------------------------------------------------------------------- | -------------------------------------------------------------------------- | ---------------------------------------------------------------------------- | ---------------------------------------------------------------------------- | --------------------------------------------------------------------- | --------------------------------------------------------------------- | --------------------------------------------------------------------- | --------------------------------------------------------------------- |
| Overgrootouders                         | Frans I van Lotharingen (1517–1545) ∞ Christina van Denemarken (1521-1590) | Frans I van Lotharingen (1517–1545) ∞ Christina van Denemarken (1521-1590) | Hendrik II van Frankrijk (1519-1559) ∞ 1533 Catharina de' Medici (1519-1589) | Hendrik II van Frankrijk (1519-1559) ∞ 1533 Catharina de' Medici (1519-1589) | ? (-) ∞ ? (–)                                                         | ? (-) ∞ ? (–)                                                         | ? (-) ∞ ? (–)                                                         | ? (-) ∞ ? (–)                                                         |
| Grootouders                             | Karel III van Lotharingen (1543–1608) ∞ Claudia van Valois (1547-1575)     | Karel III van Lotharingen (1543–1608) ∞ Claudia van Valois (1547-1575)     | Karel III van Lotharingen (1543–1608) ∞ Claudia van Valois (1547-1575)       | Karel III van Lotharingen (1543–1608) ∞ Claudia van Valois (1547-1575)       | Paul van Salm (1563–1623) ∞ Marie Le Veneur de Thilières (1575-1627)  | Paul van Salm (1563–1623) ∞ Marie Le Veneur de Thilières (1575-1627)  | Paul van Salm (1563–1623) ∞ Marie Le Veneur de Thilières (1575-1627)  | Paul van Salm (1563–1623) ∞ Marie Le Veneur de Thilières (1575-1627)  |
| Ouders                                  | Frans II van Lotharingen (1572–1632) ∞ Christina van Salm (1575-1627)      | Frans II van Lotharingen (1572–1632) ∞ Christina van Salm (1575-1627)      | Frans II van Lotharingen (1572–1632) ∞ Christina van Salm (1575-1627)        | Frans II van Lotharingen (1572–1632) ∞ Christina van Salm (1575-1627)        | Frans II van Lotharingen (1572–1632) ∞ Christina van Salm (1575-1627) | Frans II van Lotharingen (1572–1632) ∞ Christina van Salm (1575-1627) | Frans II van Lotharingen (1572–1632) ∞ Christina van Salm (1575-1627) | Frans II van Lotharingen (1572–1632) ∞ Christina van Salm (1575-1627) |
| Karel IV van Lotharingen (1604–1675)    |                                                                            |                                                                            |                                                                              |                                                                              |                                                                       |                                                                       |                                                                       |                                                                       |